# Enicospilus bifoveolatus
Enicospilus bifoveolatus là một loài tò vò trong họ Ichneumonidae.